# Синяя мухоловка
Синяя мухоловка (лат. Cyanoptila cyanomelana) — вид певчих птиц из семейства мухоловковых (Muscicapidae), ранее выделяемый в монотипический род Cyanoptila.

## Описание
Длина тела составляет 18 см, масса тела самца в среднем 23,6 г, самки в среднем 21,73 г. Оперение верха головы у самца яркого сине-голубого цвета, шея и спина ярко-синие. Боковые стороны головы, горло, зоб и верхняя часть груди матово-чёрные. Нижняя часть груди, брюхо и нижние кроющие хвоста белые. Клюв и ноги чёрные. Радужина тёмно-коричневая.
Оперение самки сверху однотонно-буровато-оливкового цвета. Верх головы со слабо выраженным волнистым рисунком. Боковые стороны головы, шея, зоб и верхняя часть груди светло-буровато-оливковые. Брюхо, нижние кроющие хвоста и небольшое пятно на горле бледно-охристые. Клюв и ноги бурые.

## Распространение
Распространены в Юго-восточной Азии. Эти птицы обитают в сельских садах, городских местностях, субтропических и тропических низменных и горных влажных лесах, болотистых местностях, влажных и засушливых (низменных) кустарниковых местностях; встречаются на высоте до 1800 метров над уровнем моря.

## Питание
Питается насекомыми, значительно реже поедают паукообразных, мелких моллюсков, многоножек, а во второй половине лета — сочные плоды некоторых растений.

## Размножение
Гнёзда располагаются в нишах или на уступах скал и береговых обрывов, реже на деревьях в расщелинах и полудуплах. В кладке 5—6, реже 7 яиц. Окраска яиц белая или розоватая, с мелкими размытыми коричневатыми или розовыми крапинками.

## Значение
Уничтожает многих насекомых-вредителей леса.

## Подвиды
Выделяют 2 подвида:
- Cyanoptila cyanomelana intermedia — размножаются на северо-востоке Китая, юго-востоке России и на севере Кореи; остальное время проводят в Лаосе, Вьетнаме, на Больших Зондских островах и Филиппинах[1];
- Cyanoptila cyanomelana cyanomelana — размножаются на южных Курильских островах, в Японии и на юге Кореи; остальное время в Тайване, на юго-востоке Китая (Хайнань), в Индокитае, на Филиппинах (Лусон, Негрос, Палаван, Балабак[англ.] и Бонгао[англ.]) и острове Борнео[1].